# Parque Asturias
El Parque Asturias fue un estadio ubicado en la Colonia Asturias de la Ciudad de México. Fue construido por el Club de Fútbol Asturias entre 1935 y 1936. Inaugurado el 1 de marzo de 1936 en un encuentro amistoso entre Asturias y Botafogo. Fungió como anfitrión de torneos locales (Liga de Primera División, Copa México, Campeón de Campeones, 2ª división) y juegos internacionales de múltiples equipos extranjeros que visitaron el país. 
La capacidad del estadio fue de 25 011 espectadores parados y 18 000 sentados, aunque llegó a tener sobrecupos superiores a los 30 mil espectadores. Construido de madera fue víctima de un incendio que acabó con gran parte de él, el 29 de marzo de 1939. No obstante fue reconstruido y rehabilitado en un año. Luego del cambio de dueños en 1948 y su cierre en 1950, entró en desuso hasta su demolición en 1963.
Fue sede de los clubes Asturias (1936-1950), América (1936-1947), Atlante (1936-1947), Marte (1936-1947), España (1940-1950). También ejerció como anfitrión ahí la Selección de fútbol de México en algunos encuentros amistosos.

## Historia

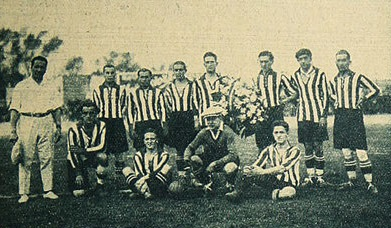
Equipo Asturias que jugó contra Colo-Colo de Chile en 1927.

### Antecedentes
El primer Parque Asturias (llamado por un breve lapso de 1931 Campo Alianza) se encontraba ubicado sobre el Paseo de la Reforma y las calles de Río Amazonas, Río Lerma y Río Neva (entre la actual glorieta de La Palma y la Avenida de los Insurgentes) fue inaugurado el 14 de abril de 1918 con un juego en el que el Asturias venció por 3-1 al América. Este campo junto con los Parques España de la Reforma -primeramente- y de la Verónica -después de 1926- fueron los principales recintos en los que se practicó el fútbol durante los años 1920 en la capital del país.
Previo al arranque de la temporada 1927-28, el Parque fue remozado casi en su totalidad, le fueron colocadas vallas de seguridad entre el campo y las tribunas, adicional a que se amplió su aforo.
El campo fue rebautizado con el nombre de Alianza en enero de 1931 por los equipos que se mantenían adheridos a la Federación Mexicana de Football (Asturias, Atlante, Marte, Germania FV y el Club México) en medio del cisma que provocó la cancelación de la temporada 1930-31.
El Parque Asturias de la Reforma siguió siendo sede de los partidos de campeonato hasta la temporada 1934-35, el último juego oficial disputado en esta cancha tuvo lugar el domingo 2 de junio de 1935 dentro de la semana 21 del campeonato con una doble cartelera en la que el Atlante venció 5-0 al Club México en el juego preliminar y el España 3-0 al Necaxa en el partido estelar, juego recordado porque los albinegros quebraron la impresionante racha de los electricistas de 12 victorias consecutivas que aún hoy en día siguen constituyendo récord del fútbol mexicano solo empatado en 2019 por el Club León.

### Construcción e Inauguración
En la Colonia Vista Alegre, llamada así por una plaza de toros efímera entre 1933 y 1935, Fue en donde el Club de Fútbol Asturias eligió un amplio terreno ubicado en la manzana que hoy ocupan la Calzada del Chabacano y las calles de Gumersindo Esquer, José Antonio Torres y Sotero Castañeda muy cerca de la Calzada de San Antonio Abad.
El 1 de marzo de 1936 se inaugura el Parque Asturias con un partido entre el Asturias y el Botafogo de Brasil, y que concluyó con victoria asturiana de 4-2. Este estadio, con capacidad para 25 011 espectadores, Contaba con una amplia barda que separaba las tribunas del campo lo que lo hacía para su tiempo el estadio más moderno de México. El delantero Efraín Ruiz pasó a la historia como el primer anotador del novel inmueble, aunque hubo un partido previo de exhibición, en el juego preliminar se enfrentaron el Asturias de Puebla contra una selección del Estado de México. 
El primer juego oficial tuvo lugar hasta el 3 de mayo, llevando como protagonistas al Atlante y al Necaxa en juego que terminó empatado 4-4 en juego correspondiente a la semana 16 de la temporada 1935-36. El Parque vio su primera final oficial el domingo 28 de junio, el Asturias fue superado 1-2 por el Necaxa que de esta forma se adjudicó la Copa México.
La selección nacional se presentó por primera vez en este escenario el 12 de septiembre de 1937, para el primero de una serie de tres encuentros entre los seleccionados de México y los Estados Unidos, el resultado favoreció a los locales por 7-2 con dos goles de Horacio Casarín, tres del "charro" Argüelles, uno de López Herranz y un autogol, por el conjunto norteamericano descontaron Rae y McEwan.
El Parque Asturias era un complejo deportivo que contaba con tres campos de fútbol, seis canchas de voleibol, tres con duela de madera y tres con tarmac, alberca olímpica y fosa de clavados, cuatro boleras, doce mesas de tenis (10 de arcilla y 2 sintéticas), seis frontones, cuatro canchas de squash, tres gimnasios, tres canchas de basquetbol, tres restaurantes, mesas de boliche, salas tipo cine y extensas áreas verdes.

### El Incendio del Parque Asturias
El 26 de marzo de 1939, ocurriría una tragedia que sería el principio del fin de los estadios de madera. Jugaban el Asturias y el Necaxa disputándose el primer lugar que los llevaría a consagrarse campeones de la temporada 1938-39 en la semana 15. El Necaxa necesitaba ganar para empatar al Asturias, o quedaba sin aspiraciones al título. El árbitro en ese partido fue Fernando Marcos.
El partido se esperó con gran expectación, antes del encuentro los aficionados de ambos equipos se enfrascaron en pleitos e insultos. El estadio estaba completamente lleno, en el cuadro del Necaxa jugaba el ídolo de la afición mexicana Horacio Casarín.
Era un partido decisivo, se convirtió en un partido muy duro con muchas entradas fuertes, al comienzo del encuentro Carlos Laviada cometió una falta golpeando la rodilla de Horacio Casarín, el jugador más peligroso de los necaxistas, Casarín fue marcado severamente con la consigna de detenerlo a como diera lugar, pero esto no impidió que Casarín anotara el primer gol a favor del Necaxa, minutos más tarde, León II le pegó nuevamente a Casarín, y al minuto 20 el defensa José Soto dio una patada artera a la rodilla de Casarín, imposibilitándolo a seguir en el encuentro. Esto enfureció a los aficionados que empezaban a encender fogatas en la tribuna de sol.
El Asturias consigue empatar pero poco tiempo después el Necaxa vuelve a anotar, en los últimos minutos el árbitro Fernando Marcos otorga un penal a favor del Asturias, empatando el partido a dos goles, el penal fue justo pero los aficionados enfurecidos comenzaron a prender luminarias en las tribunas de madera. El fuego rápidamente se propagó alcanzando el reloj y el marcador que fue devorado por las llamas y en donde se leía el empate a dos goles que dejaba fuera del título al Necaxa. Las tribunas de sol fueron consumidas en su totalidad casi en forma instantánea.
La llegada de los bomberos fue inútil no había agua en las bombas y se concretaron a aislar las tribunas de sombra para que el Parque no se incendiase completamente. Una hora después, el local quedaba convertido en escombros, maderas y vigas humeantes, cenizas por doquier, una que otra llama anunciaba su triunfo ante el que fuera el mayor parque de Fútbol de México.

### Rehabilitación y últimos años
Al igual que el jugador Horacio Casarín permaneció lesionado durante un año, el inmueble asturiano también estaría un año en reconstrucción. A pesar de la tragedia, los dirigentes del Asturias se dieron a la tarea de levantar el estadio de nuevo y tan solo a diez meses del siniestro, el 28 de enero de 1940 el escenario fue abierto nuevamente con un encuentro entre un combinado España-Asturias y el Vélez Sarsfield de Argentina que terminó empatado a tres tantos. 
En 1940 el España decidió cerrar su parque pues ya proyectaban la construcción de un gran estadio al norte de la ciudad; además los cambios administrativos que derivaron en la expansión de la liga y la abierta entrada al profesionalismo el Club Necaxa decidió no participar más en 1943, llevándose con ello el cierre de su estadio el Parque Necaxa. Entre 1943 y 1947 todo el fútbol de la capital tuvo como única sede la cancha del Parque Asturias.
A pesar de la construcción de un estadio más grande y funcional como el Estadio de la Ciudad de los Deportes, inaugurado en 1946, los clubes capitalinos se resistieron a mudarse al nuevo escenario, esto debido a las altas rentas del mismo. No obstante fue empleado para partidos de mucha convocatoria, dejando al Parque Asturias, aún con la mayor carga de encuentros de los entonces cinco equipos locales (Asturias, España, Marte, América y Atlante). 
Moisés Cosío Gómez, aprovechando las dificultades económicas del propietario de los recintos deportivos de la Ciudad de los Deportes, a mediados de 1947 prácticamente adquirió a precio de regalo los dos inmuebles, el Estadio Olímpico y la Plaza de Toros México. Cosío, que no estaba dispuesto a perder dinero, urdió un ingenioso plan, el 20 de septiembre de 1948 cuando apenas se había jugado la jornada inaugural de la temporada 1948-49, adquirió el Parque Asturias, para eventualmente cerrarlo y con ello forzar a la Liga Mayor a alquilar el Estadio Olímpico de la Ciudad de los Deportes, con esta acción consiguió de golpe y porrazo tener en un puño a los dirigentes de la Liga. Dado que las exigencias contractuales eran incosteables para la liga, se decidió suspender los partidos de fútbol programados para el siguiente fin de semana en la Ciudad de México con el fin de buscar alguna alternativa. Algunos acuerdos temporales permitieron el uso esporádico de ambos estadios durante dos años; al mismo tiempo diversos problemas legales y sindicales impidieron a Cosío cerrar el Parque Asturias para concretar su plan de obligar el uso de Ciudad de los Deportes. La influencia y peso específico del antiguo club propietario, el Club de Fútbol Asturias, para evitar el cierre definitivo, se anuló ante la desaparición del equipo en julio de 1950. El último juego de primera división verificado en su cancha tuvo lugar el jueves 12 de octubre de 1950 partido nocturno de la jornada 4 de la Liga 1950-51, en el que el Marte venció 3-1 al América, el último gol de primera festejado aquí lo marco de penalti el americanista José Luis Borbolla a los 40 minutos del primer tiempo.
En 1954 los equipos representativos de la UNAM y el Politécnico ingresaron al futbol profesional en la segunda división, al año siguiente, ambos equipos llegaron a disputar encuentros de liga y copa en la cancha del Asturias, pues el estadio de Ciudad Universitaria fue objeto de remodelaciones para los II Juegos Deportivos Panamericanos celebrados en México en marzo de 1955. El último partido de futbol profesional jugado en la cancha del Asturias tuvo lugar el 24 de febrero de 1957, semifinales de ida de la Copa de Segunda División en la que el equipo del Politécnico venció por 2-0 a La Piedad.
También en el Parque Asturias tuvieron lugar los partidos del Campeonato Nacional Amateur que enfrentaba a representativos de los estados de la república, esto fue en los años de 1956 y 1957. Siendo al parecer estos, los últimos juegos que se celebraron en su grama. Después de esto el inmueble quedó en el abandono total hasta que por ahí de 1963 los terrenos fueron vendidos para erigirse en ese lugar una tienda de autoservicio de la por entonces naciente cadena Comercial Mexicana misma que subsiste hasta nuestros días, aunque ahora bajo el auspicio de las tiendas Soriana.